# Canton de Saint-Christophe-en-Bazelle
Le canton de Saint-Christophe-en-Bazelle est une ancienne division administrative française, située dans le département de l'Indre, en région Centre-Val de Loire.
À la suite du redécoupage cantonal de 2014, le canton a été supprimé en mars 2015, les communes dépendent désormais du canton de Valençay.

## Géographie
Ce canton était organisé autour de la commune de Saint-Christophe-en-Bazelle, dans l'arrondissement d'Issoudun. Il se situait dans le nord du département.
Son altitude variait de 72 m (Chabris) à 156 m (Poulaines).

## Histoire
Le canton fut créé le 15 février 1790, sous le nom de « Poulaines ». En 1801,, il changea de nom pour « Saint-Christophe ». Ce n'est qu'en 1847, que le canton fut renommé Saint-Christophe-en-Bazelle.
Il a été supprimé en mars 2015, à la suite du redécoupage cantonal de 2014.

## Représentation

### Conseillers généraux de 1833 à 2015
| Période                                  | Période      | Identité                                                                      | Étiquette    | Qualité |
| ---------------------------------------- | ------------ | ----------------------------------------------------------------------------- | ------------ | --- |
| 1833                                     | 1839         | Antoine Juchereau de Saint-Denys (1776-1850)                                  | ?            | Maréchal-de-camp Propriétaire à Bagneux |
| 1839                                     | 1848         | Honoré Philippe de Lestang de Fins (Delestang-Defins) (1799-1870)             | ?            | Propriétaire du château de Fins à Dun-le-Poëlier |
| 1848                                     | 1862         | Robert Sautereau (1802-1862)                                                  | ?            | Maire de Chabris (1841-1862) Ancien notaire |
| 1862                                     | 1871         | Jean-Baptiste Valin (1801-1884)                                               | ?            | Maire de Lavardin (Loir-et-Cher) Maire de Parpeçay (Indre) Négociant                                                                                   |
| 1871                                     | 1877         | Baron Arthur de Lestang de Fins (fils d'Honré de Lestang de Fins) (1832-1903) | Droite       | Maire de Dun-le-Poëlier Ancien capitaine de la Garde Nationale Propriétaire du château de Fins                                                         |
| 1877                                     | 1883         | Gaston-Georges Tourangin des Brissards (1834-1903)                            | Républicain  | Docteur-médecin à Paris Propriétaire à Chabris |
| 1883                                     | 1889         | Amédée Jolivet                                                                | Républicain  | Maire de Poulaines Propriétaire |
| 1889                                     | 1895         | Maxime Gustave Borel de La Rivière                                            | Républicain  | Maire de Chabris, conseiller d'arrondissement |
| 1895                                     | 1937         | Georges Trouard-Riolle (1856-1938)                                            | RG           | Directeur de l’école nationale d'agriculture de Grignon Propriétaire à Varennes-sur-Fouzon                                                             |
| 1937                                     | 1941,        | Amand Mardon (1891-1945)                                                      | SFIO         | Maire de Dun-le-Poëlier, conseiller d'arrondissement Cultivateur Révoqué par le Gouvernement de Vichy                                                  |
|                                          |              |                                                                               |              | |
| 1942                                     | 1945         | Georges Hubert                                                                |              | Maire de Chabris Conseiller départemental en 1942 |
|                                          |              |                                                                               |              | |
| 1945                                     | juin 1961    | Fernand Boisson (1884-1965)                                                   | SFIO         | Président du comité local de Libération Maire de Poulaines (1945-1965) Ancien conseiller d'arrondissement Négociant en bonneterie                      |
| juin 1961                                | mars 1985    | Octave Gabette                                                                | SFIO puis PS | Maire de Chabris (1953-1983) Directeur d'un cabinet d'études techniques                                                                                |
| mars 1985                                | 8 août 2013, | Serge Pinault,                                                                | RPR puis UMP | Vice-président du conseil général de l'Indre Président de la communauté de communes Chabris - Pays de Bazelle (1992-2013) Maire de Chabris (1983-2013) |
| 8 août 2013                              | mars 2015    | Mireille Duvoux                                                               | UMP          | Maire de Chabris (2013-2020) Fonctionnaire |
| Les données manquantes sont à compléter. |              |                                                                               |              | |

### Résultats électoraux
- Élections cantonales de 2004 : Serge Pinault (UMP) est élu au 1er tour avec 56,14 % des suffrages exprimés, devant Daniel Caillat (Divers gauche) (29,11 %) et Gisele Arrieu (FN) (14,75 %). Le taux de participation est de 70,76 % (3 598 votants sur 5 085 inscrits)[11].
- Élections cantonales de 2011 : Serge Pinault (UMP) est élu au 1er tour avec 55,8 % des suffrages exprimés, devant Nadège Moigneaux (PCF) (22,68 %) et Raymond Marin (FN) (10,37 %). Le taux de participation est de 49,64 % (4 714 votants sur 9 497 inscrits)[12].

### Conseillers d'arrondissement (de 1833 à 1940)
Le canton de Saint-Christophe avait deux conseillers d'arrondissement.
| Période                                  | Période      | Identité                      | Étiquette   | Qualité |
| ---------------------------------------- | ------------ | ----------------------------- | ----------- | --- |
| 1833                                     | 1848         | M. Renaud-Desvernières        |             | Maire de Varennes-sur-Fouzon                                                                                |
| 1833                                     | 1836         | M. Crespin de Billy           |             | Propriétaire à Poulaines                                                                                    |
| 1836                                     | 1839         | M. Lebon                      |             | Propriétaire à Poulaines                                                                                    |
| 1839                                     | 1848         | Joseph Barberon (1799-1880)   |             | Notaire, maire de Poulaines                                                                                 |
|                                          |              |                               |             | |
| av.1886                                  | 1889         | Maxime Borel de La Rivière    | Républicain | Maire de Chabris                                                                                            |
| av.1886                                  | 1890 (décès) | Charles Joseph Trouard-Riolle | Républicain | Propriétaire à Varennes-sur-Fouzon                                                                          |
|                                          |              |                               |             | |
| 1931                                     | 1937         | Amand Mardon                  | SFIO        | Cultivateur, maire de Dun-le-Poëlier                                                                        |
| 1937                                     | 1940         | Fernand Boisson               | SFIO        | Négociant en bonneterie, Saint-Christophe-en-Bazelle                                                        |
| 1940                                     |              |                               |             | Les conseils d'arrondissement ont été suspendus par la loi du 12 octobre 1940 et n'ont jamais été réactivés |
| Les données manquantes sont à compléter. |              |                               |             | |

## Composition
Le canton de Saint-Christophe-en-Bazelle, d'une superficie de 249,56 km2, était composé de douze communes.
- Anjouin
- Bagneux
- Chabris
- Dun-le-Poëlier
- Menetou-sur-Nahon
- Orville
- Parpeçay
- Poulaines
- Sainte-Cécile
- Saint-Christophe-en-Bazelle
- Sembleçay
- Varennes-sur-Fouzon

## Démographie

### Évolution démographique
| 1962  | 1968  | 1975  | 1982  | 1990  | 1999  | 2006  | 2012  | 2015  |
| ----- | ----- | ----- | ----- | ----- | ----- | ----- | ----- | ----- |
| 7 468 | 7 158 | 6 573 | 6 344 | 6 224 | 6 181 | 6 393 | 6 425 | 6 462 |

### Âge de la population
La pyramide des âges, à savoir la répartition par sexe et âge de la population, du canton de Saint-Christophe-en-Bazelle en 2009 ainsi que, comparativement, celle du département de l'Indre la même année sont représentées avec les graphiques ci-dessous.
La population du canton comporte 48,9 % d'hommes et 51,1 % de femmes. Elle présente en 2009 une structure par grands groupes d'âge plus âgée que celle de la France métropolitaine.
Il existe en effet 55 jeunes de moins de 20 ans pour cent personnes de plus de 60 ans, soit un indice de jeunesse de 0,55, alors que pour la France cet indice est de 1,06. L'indice de jeunesse du canton est également inférieur à celui  du département (0,67) et à celui de la région (0,95).
| Hommes | Classe d’âge | Femmes |
| ------ | ------------ | ------ |
| 0,8    | 90 ans ou +  | 1,6    |
| 11,7   | 75 à 89 ans  | 16,0   |
| 20,2   | 60 à 74 ans  | 20,5   |
| 21,7   | 45 à 59 ans  | 19,8   |
| 16,9   | 30 à 44 ans  | 16,8   |
| 12,7   | 15 à 29 ans  | 11,6   |
| 16,1   | 0 à 14 ans   | 13,7   |

| Hommes | Classe d’âge | Femmes |
| ------ | ------------ | ------ |
| 0,5    | 90 ans ou +  | 1,6    |
| 9,6    | 75 à 89 ans  | 13,8   |
| 17,0   | 60 à 74 ans  | 17,5   |
| 22,1   | 45 à 59 ans  | 20,6   |
| 19,2   | 30 à 44 ans  | 17,8   |
| 15,0   | 15 à 29 ans  | 13,6   |
| 16,6   | 0 à 14 ans   | 15,1   |